# スクリーマデリカ
『スクリーマデリカ』(Screamadelica) は、イギリスのロックバンド、プライマル・スクリームが1991年に発表したアルバム。通算3作目。アルバムは全英チャート8位まで上り、バンドにとって初のヒット作となった。

## 解説
当時のマッドチェスターの影響を受け、ロックンロールとアシッド・ハウスその他の融合を試みた。楽曲は前2作よりも格段に精巧に練られ、音楽性も多大に変化した。テクノ畑のアンドリュー・ウェザオールやジ・オーブから、ローリング・ストーンズとの仕事で知られるジミー・ミラーまで、多彩なプロデューサーを起用し、ジャー・ウォブル（元パブリック・イメージ・リミテッド）もゲスト参加している。アルバムは多方面から多くの称賛を受け、1992年のマーキュリー賞を受賞した。
アルバムタイトル曲は収録されず、1992年にリリースされた『ディキシー・ナーコEP』と1994年の日本限定盤『Souls』に収録された。
1990年に発売されたシングル「ローデッド」は前作『プライマル・スクリーム』に収録された「アイム・ルージング・モア・ザン・アイル・エヴァー・ハヴ」をアンドルー・ウェザオールがリミックスしたもので、全英16位のヒットシングルとなった。
アルバムカバーはデザイナーのポール・キャネルが手掛け、2005年にキャネルが自殺した際にはアンドリュー・ウェザオールからコメントが寄せられた。アルバムカバーは英ロイヤルメールからが2010年に発売したクラシック・アルバム・カバーデザイン切手の一つに選ばれた。
2011年は『スクリーマデリカ』のから発売20周年となり、『ディキシー・ナーコEP』を含めたリマスター音源やボックスセットが発売された。一連のリリースに伴い、2010年末から2011年初頭にかけ、イギリス、オセアニアを回る記念ツアーが開催された。

## 収録曲
| 全作詞・作曲: 特記なき楽曲はボビー・ギレスピー、アンドリュー・イネス、ロバート・ヤングの共作。。 |                                                                                 |                                                                                  |                                                                                  |      |       |
| #                                                                                                | タイトル                                                                        | 作詞                                                                             | 作曲・編曲                                                                       | 備考 | 時間  |
| 1.                                                                                               | 「ムーヴィン・オン・アップ」(Movin' on Up)                                      | 特記なき楽曲はボビー・ギレスピー、アンドリュー・イネス、ロバート・ヤングの共作。 | 特記なき楽曲はボビー・ギレスピー、アンドリュー・イネス、ロバート・ヤングの共作。 |      | 3:47  |
| 2.                                                                                               | 「スリップ・インサイド・ディス・ハウス」(Slip Inside This House)                | 特記なき楽曲はボビー・ギレスピー、アンドリュー・イネス、ロバート・ヤングの共作。 | 特記なき楽曲はボビー・ギレスピー、アンドリュー・イネス、ロバート・ヤングの共作。 | [A]  | 5:14  |
| 3.                                                                                               | 「ドント・ファイト・イット、フィール・イット」(Don't Fight It, Feel It)         | 特記なき楽曲はボビー・ギレスピー、アンドリュー・イネス、ロバート・ヤングの共作。 | 特記なき楽曲はボビー・ギレスピー、アンドリュー・イネス、ロバート・ヤングの共作。 |      | 6:51  |
| 4.                                                                                               | 「ハイヤー・ザン・ザ・サン」(Higher Than the Sun)                               | 特記なき楽曲はボビー・ギレスピー、アンドリュー・イネス、ロバート・ヤングの共作。 | 特記なき楽曲はボビー・ギレスピー、アンドリュー・イネス、ロバート・ヤングの共作。 |      | 3:36  |
| 5.                                                                                               | 「インナー・フライト」(Inner Flight)                                            | 特記なき楽曲はボビー・ギレスピー、アンドリュー・イネス、ロバート・ヤングの共作。 | 特記なき楽曲はボビー・ギレスピー、アンドリュー・イネス、ロバート・ヤングの共作。 |      | 5:00  |
| 6.                                                                                               | 「カム・トゥゲザー」(Come Together)                                             | 特記なき楽曲はボビー・ギレスピー、アンドリュー・イネス、ロバート・ヤングの共作。 | 特記なき楽曲はボビー・ギレスピー、アンドリュー・イネス、ロバート・ヤングの共作。 | [B]  | 10:21 |
| 7.                                                                                               | 「ローデッド」(Loaded)                                                          | 特記なき楽曲はボビー・ギレスピー、アンドリュー・イネス、ロバート・ヤングの共作。 | 特記なき楽曲はボビー・ギレスピー、アンドリュー・イネス、ロバート・ヤングの共作。 |      | 7:01  |
| 8.                                                                                               | 「ダメージド」(Damaged)                                                         | 特記なき楽曲はボビー・ギレスピー、アンドリュー・イネス、ロバート・ヤングの共作。 | 特記なき楽曲はボビー・ギレスピー、アンドリュー・イネス、ロバート・ヤングの共作。 |      | 5:37  |
| 9.                                                                                               | 「アイム・カミン・ダウン」(I'm Comin' Down)                                     | 特記なき楽曲はボビー・ギレスピー、アンドリュー・イネス、ロバート・ヤングの共作。 | 特記なき楽曲はボビー・ギレスピー、アンドリュー・イネス、ロバート・ヤングの共作。 |      | 5:59  |
| 10.                                                                                              | 「ハイヤー・ザン・ザ・サン」(Higher Than the Sun [A Dub Symphony in Two Parts]) | 特記なき楽曲はボビー・ギレスピー、アンドリュー・イネス、ロバート・ヤングの共作。 | 特記なき楽曲はボビー・ギレスピー、アンドリュー・イネス、ロバート・ヤングの共作。 |      | 7:37  |
| 11.                                                                                              | 「シャイン・ライク・スターズ」(Shine Like Stars)                                | 特記なき楽曲はボビー・ギレスピー、アンドリュー・イネス、ロバート・ヤングの共作。 | 特記なき楽曲はボビー・ギレスピー、アンドリュー・イネス、ロバート・ヤングの共作。 |      | 3:45  |

- A ^ 13thフロア・エレベーターズのカバーで、日本盤には当初『扉を開けて』という邦題が付された[9]。
- B ^ アメリカ盤にはテリー・ファーリーのミックスが収録されている。

## 各国での発売形態
| 国       | 日付          | レーベル                                      | 発売形態                              | カタログ番号 |
| -------- | ------------- | --------------------------------------------- | ------------------------------------- | ------------ |
| イギリス | 1991年9月23日 | クリエイション・レコーズ                      | 2LP                                   | CRELP 076    |
| イギリス | 1991年9月23日 | クリエイション・レコーズ                      | CD                                    | CRECD 076    |
| イギリス | 1992年        | クリエイション・レコーズ/ヴァージン・レコード | VHS                                   | VVD 1041     |
| イギリス | 2001年4月2日  | クリエイション・レコーズ                      | MD                                    | CREMD 076    |
| イギリス | 2001年9月24日 | Simply Vinyl                                  | 2LP                                   | SVLP 344     |
| イギリス | 2011年3月7日  | Sony CMG                                      | ボックスセット（2LP+4CD+DVD+Tシャツ） | 88697811042  |
| イギリス | 2011年3月14日 | Sony CMG                                      | 2CD                                   | 88697811032  |
| 日本     | 1991年10月1日 | 日本コロムビア                                | CD                                    | COCY 7985    |
| 日本     | 1992年9月25日 | 徳間ジャパンコミュニケーションズ              | LD                                    |              |
| 日本     | 1992年9月25日 | 徳間ジャパンコミュニケーションズ              | VHS                                   |              |
| 日本     | 1994年5月21日 | エピックレコードジャパン                      | CD                                    | ESCA 5946    |
| アメリカ | 1991年10月8日 | サイアー・レコーズ/WEA                        | CD                                    | 2-26714      |
| アメリカ | 2003年6月17日 | Plain Recordings                              | 2LP                                   | PLAIN 106    |